# Oberwöhr (Rosenheim)

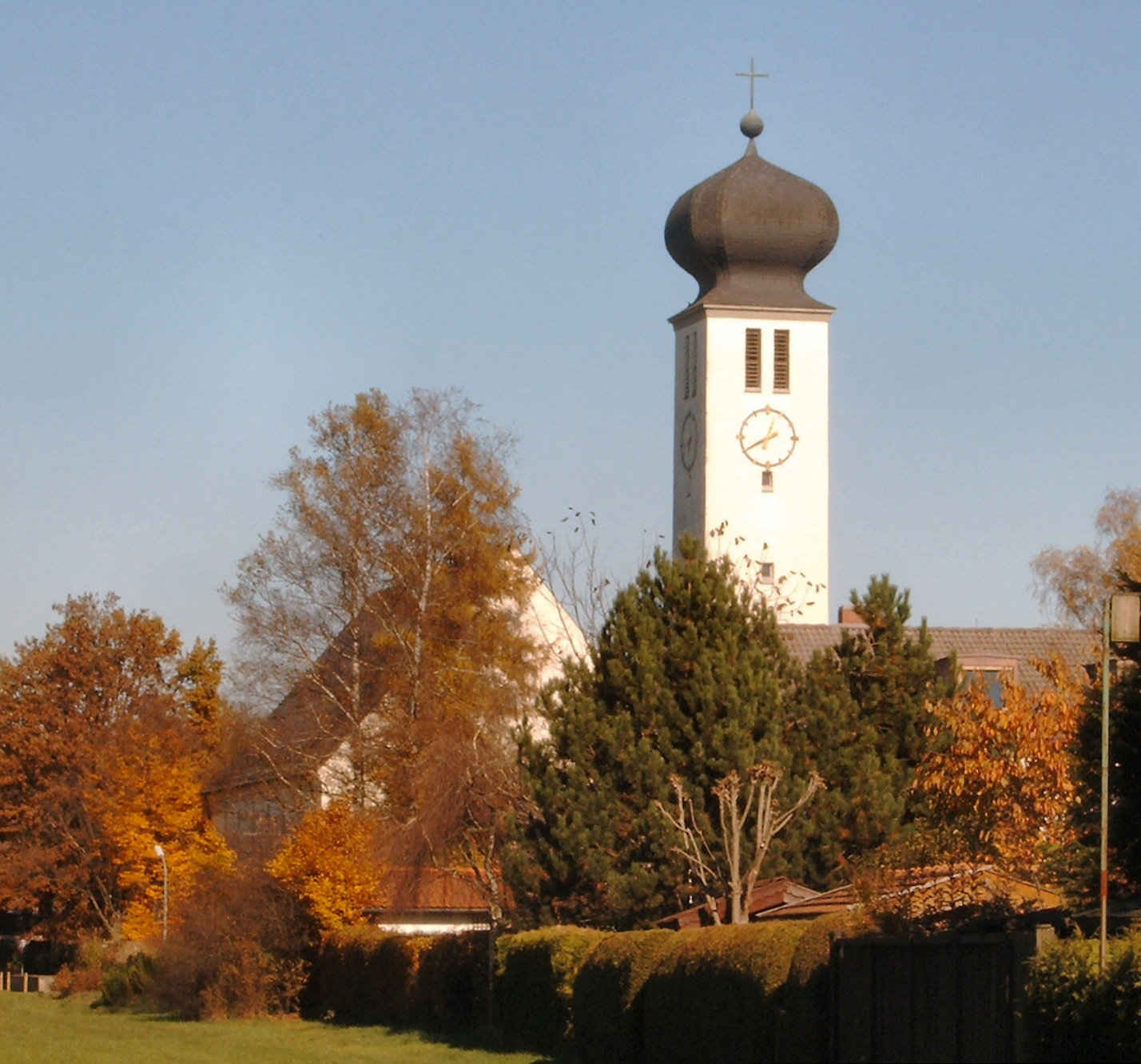
Pfarrkirche St. Josef der Arbeiter

Oberwöhr ist ein Stadtteil der kreisfreien Stadt Rosenheim in Oberbayern.
Der Stadtteil liegt im Südwesten der Stadt, eingebettet von der Mangfall und dem Auerbach. Dieser Stadtteil ist zum größten Teil reines Wohngebiet. Überörtliche Bekanntheit erlangte Oberwöhr beim Jahrhunderthochwasser im Juni 2013, als der gesamte Stadtteil bis zu einer Höhe von 0,5 Metern überflutet wurde.

## Kulturelles Leben
Oberwöhr beheimatet den Sportverein MTV Rosenheim, der vor allem mit seiner Faustballabteilung nationale Bedeutung erfährt.
Oberwöhr beheimatet den Pfadfinderstamm St. Josef der Arbeiter. Alljährlich zur Sommer-Sonnenwende Ende Juni findet an der Pfarrkirche Oberwöhr eine Sonnwendfeier der Pfadfinder statt. 